# Manuel Tagüeña
Manuel Tagüeña Lacorte (1913-1971) foi um oficial militar Espanhol do Exército Republicano Espanhol. Antes da Guerra Civil Espanhola, ele era um membro da juventude socialista e estudou matemática e física na Universidade de Madrid. Em Julho de 1936 liderou uma coluna de milícias na frente de Somosierra, em Agosto na frente do Tejo e participou na defesa de Madrid. Ele juntou-se ao PCE em Novembro de 1936 e foi um dos primeiros comandantes das brigadas mistas. Ele subiu nas fileiras de comandante de companhia para comandante de corpo de exército e foi promovido a Coronel. Ele foi um dos comandantes Republicanos na retirada de Aragão. Na batalha do Ebro e na Ofensiva da Catalunha, ele liderou o XV Corpo de Exército do Exército do Ebro de Modesto. Após o golpe de Casado, em Março de 1939, ele fugiu do aeroporto de Monóvar para a França.
Após a guerra, ele foi para o México, deixou o PCE e morreu lá em 1971.